# Giovanni Durando
Pour les articles homonymes, voir Durando.
Giovanni Durando (né le 23 juin 1804 à Mondovì, dans la province de Coni, au Piémont et mort le 27 mai 1869 à Florence) est un général italien du XIXe siècle qui combattit pour l'unification de l'Italie. Il est le frère de Giacomo Durando et de Marc-Antoine Durando.

## Biographie
Dans les années 1830-1831, Giovanni Durando est parmi les fondateurs, avec son frère Giacomo, Bersani, Brofferio et Ribotti, d’une association secrète patriotique d'inspiration maçonnique, les « Chevaliers de la liberté (it) » (Cavalieri della libertà).
En 1848, il commande les troupes pontificales contre les Autrichiens pendant la première guerre d'indépendance qui est l'une des étapes essentielles du Risorgimento ayant conduit à l'unification de l'Italie. En 1859 et 1866, il combat en tant que général de l'armée italienne.
En 1868, alors qu'il est aide camp de Victor-Emmanuel II de Savoie et sénateur, il devient chevalier de l'ordre de l'Annonciade.